# Kanton Richelieu
Der Kanton Richelieu war bis 2015 ein französischer Wahlkreis im Arrondissement Chinon, im Département Indre-et-Loire und in der Region Centre-Val de Loire; sein Hauptort war Richelieu, Vertreter im Generalrat des Départements war zuletzt von 2004 bis 2015 Serge Garot. 
Der Kanton war 272 km² groß und hatte 8187 Einwohner (Stand: 2012). 

## Gemeinden
| Gemeinde            | Einwohner Jahr | Code INSEE | Postleitzahl |
| ------------------- | -------------- | ---------- | ------------ |
| Assay               | 159 (2013)     | 37007      | 37120        |
| Braslou             | 306 (2013)     | 37034      | 37120        |
| Braye-sous-Faye     | 329 (2013)     | 37035      | 37120        |
| Champigny-sur-Veude | 865 (2013)     | 37051      | 37120        |
| Chaveignes          | 564 (2013)     | 37065      | 37120        |
| Courcoué            | 263 (2013)     | 37087      | 37120        |
| Faye-la-Vineuse     | 284 (2013)     | 37105      | 37120        |
| Jaulnay             | 256 (2013)     | 37121      | 37120        |
| La Tour-Saint-Gelin | 548 (2013)     | 37260      | 37120        |
| Lémeré              | 485 (2013)     | 37125      | 37120        |
| Ligré               | 1064 (2013)    | 37129      | 37120        |
| Luzé                | 272 (2013)     | 37140      | 37120        |
| Marigny-Marmande    | 579 (2013)     | 37148      | 37120        |
| Razines             | 244 (2013)     | 37191      | 37120        |
| Richelieu           | 1803 (2013)    | 37196      | 37120        |
| Verneuil-le-Château | 138 (2013)     | 37196      | 37120        |